# Loretobartvogel

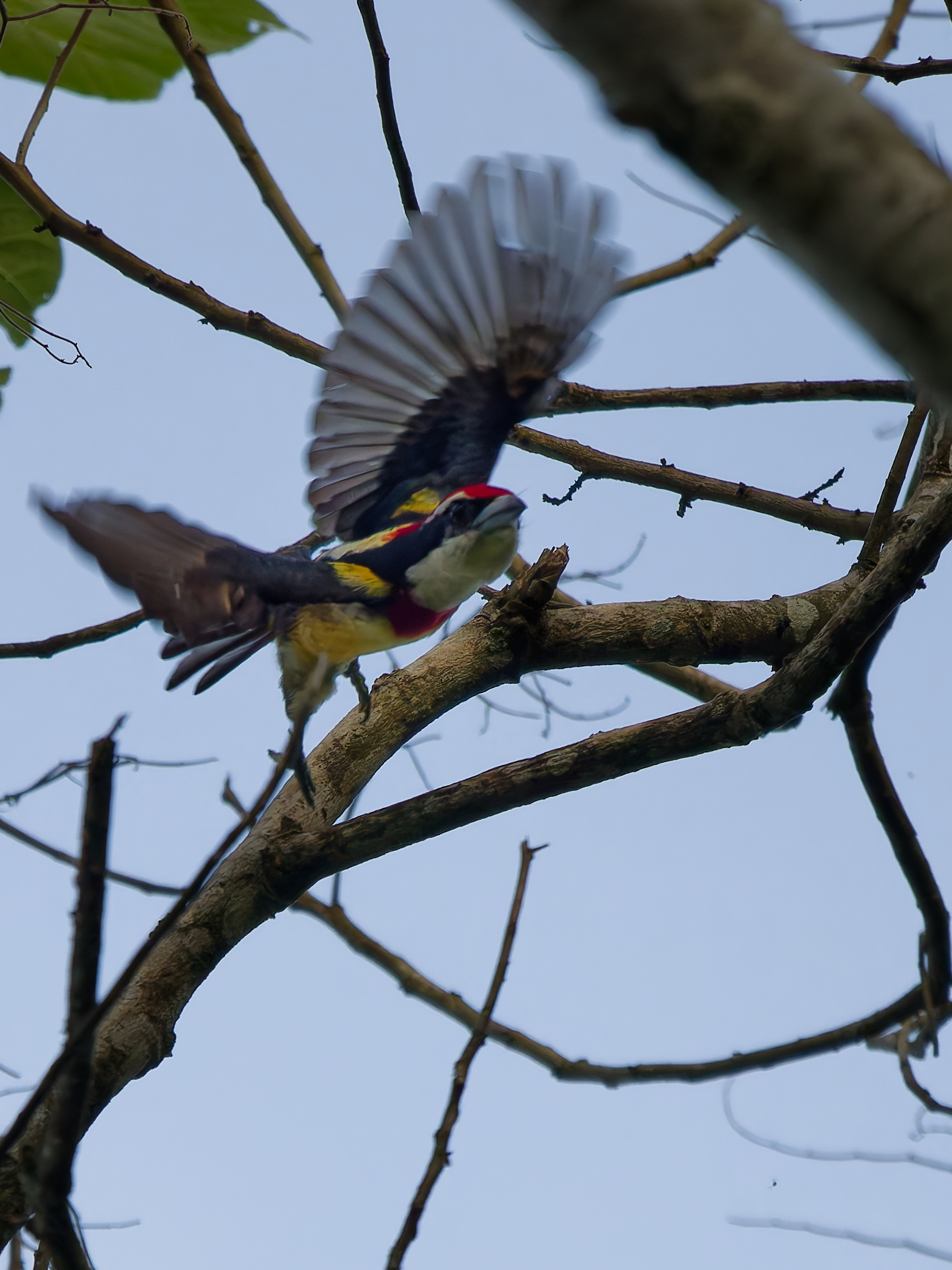
Loretobartvogel

Der Loretobartvogel (Capito wallacei) ist eine Vogelart aus der Ordnung der Spechtvögel. Die Art wurde bisher nur in einem sehr kleinen Gebiet in Peru nachgewiesen. Sie wurde erstmals 1996 beobachtet und im Jahr 2000 wissenschaftlich beschrieben.
Die IUCN stuft den Loretobartvogel als gefährdet (vulnerable) ein.

## Erscheinungsbild
Die Männchen der Loretobartvögel haben eine Flügellänge von 8,9 bis 9,2 Zentimetern, der Schwanz misst zwischen 5,3 und 6,1 Zentimeter und der Schnabel hat eine Länge von 2,0 bis 2,1 Zentimetern. Weibchen haben ähnliche Körpermaße.
Die Männchen haben eine leuchtend rote Stirn und einen roten Scheitel. Das Rot setzt sich bis in den Nacken fort. Ein schmales schwarzes Band trennt die rote Stirn vom Schnabel, dieses Band wird an den Kopfseiten breiter und erstreckt sich über die Augen bis zu den Nackenseiten. Die vordere Körperoberseite ist an den Seiten schwarz, das Rot geht in der Mitte in ein Gelb über, der Bürzel und die Oberschwanzdecken sind gelblich weiß und schwarz. Der Schwanz ist auf der Unterseite braun, die Federschäfte hornfarben bis bräunlich.
Das Kinn und der obere Bereich der Brust ist weiß bis cremeweiß, quer über die Brust verläuft ein breites rotes Band. Der Bauch ist gelb bis goldgelb, die Schenkel sind rußig olivfarben, die Federn sind an den Spitzen goldgelb. Die Unterschwanzdecken sind cremeweiß. Weibchen ähneln den Männchen, weisen aber in dem schwarzen Band, das über die Augen verläuft, einige kleine weiße Flecken auf.
Der Gesang ist ein leises, schnelles Trillern, das etwa zwei Sekunden andauert, sowie ggrrraak- und gggruk-Laute.

## Verbreitung, Lebensraum und Lebensweise

Verbreitungsgebiet des Loretobartvogels (grün)

Der Loretobartvogel wurde bislang nur auf einem Hochplateau in den Bergwäldern östlich der Anden im Südwesten der Region Loreto in Peru nachgewiesen. Die Region liegt innerhalb des entlegenen Parque Nacional Cordillera Azul. Der Loreto-Bartvogel hielt sich hier in Höhenlagen zwischen 1250 und 1540 Metern auf und kommt damit in höheren Lagen vor als der ebenfalls in der Region vertretene Tupfenbartvogel (Capito niger). Möglicherweise kommt der Loreto-Bartvogel auch in anderen Gebieten des Dreiländerecks Brasilien, Peru und Bolivien vor.
Der Lebensraum sind feuchte Bergwälder. Die Vögel wurden in Schwärmen gemeinsam mit anderen Vogelarten beobachtet und hielten sich fünf bis zehn Meter über dem Boden auf. Der Mageninhalt untersuchter Exemplare enthielt Früchte und Samen. Über die Fortpflanzungsbiologie ist sehr wenig bekannt. Es wird angenommen, dass die Art im Zeitraum März bis Mai brütet und dabei Bruthöhlen nutzt.

## Etymologie und Forschungsgeschichte
Die Erstbeschreibung des Loretobartvogels erfolgte 2000 durch John Patton O’Neill, Daniel Franklin Lane, Andrew Ward Kratter Angelo Paul Capparella und Cecilia Fox Joo unter dem wissenschaftlichen Namen Capito wallacei. Das Typusexemplar wurde von 1996 bei einer Expedition der Louisiana State University gesammelt. Bereits 1816 hatte Louis Pierre Vieillot die neue Gattung Capito für den Tupfenbartvogel (Capito niger (Statius Müller, 1776)) (entspricht Tamatia à tête et gorges rouge von Georges-Louis Leclerc de Buffon) eingeführt. Das Wort leitet sich vom lateinischen caput, capitis für Kopf ab. Der Artname wallacei ist Robert Browne Wallace (1918–2002) gewidmet.

## Belege

### Weblink
- Capito wallacei in der Roten Liste gefährdeter Arten der IUCN 2013.2. Eingestellt von: BirdLife International, 2012. Abgerufen am 2. Februar  2014.